# Liste der Biografien/Lein
Liste der Biografien |
Portal Biografien |
Personensuche
# |
A |
B |
C |
D |
E |
F |
G |
H |
I |
J |
K |
L |
M |
N |
O |
P |
Q |
R |
S |
T |
U |
V |
W |
X |
Y |
Z |
?
 
La |
Lb |
Lc |
Le |
Lg |
Lh |
Li |
Lj |
Ll |
Lm |
Lo |
Lp |
Lt |
Lu |
Lv |
Lw |
Lx |
Ly |
Lz
 
Lea |
Leb |
Lec |
Led |
Lee |
Lef |
Leg |
Leh |
Lei |
Lej |
Lek |
Lel |
Lem |
Len |
Leo |
Lep |
Leq |
Ler |
Les |
Let |
Leu |
Lev |
Lew |
Lex |
Ley |
Lez
 
Leia |
Leib |
Leic |
Leid |
Leie |
Leif |
Leig |
Leih |
Leij |
Leik |
Leil |
Leim |
Lein |
Leip |
Leir |
Leis |
Leit |
Leiu |
Leiv |
Leiw |
Leix |
Leiz
Die Liste der Biografien führt alle Personen auf, die in der deutschsprachigen Wikipedia einen Artikel haben. Dieses ist eine Teilliste mit 178 Einträgen von Personen, deren Namen mit den Buchstaben „Lein“ beginnt.

## Lein
- Lein, Anatoli Jakowlewitsch (1931–2018), sowjetisch-US-amerikanischer Schachgroßmeister
- Lein, Edgar (* 1959), deutscher Kunsthistoriker
- Lein, Gerhard (* 1944), deutscher Politiker (SPD), MdHB
- Lein, Günter (1932–2017), deutscher Leichtathlet
- Lein, Hansjörg (* 1953), lutherischer Superintendent von Wien
- Lein, Hermann (1920–2006), österreichischer katholischer Widerstandskämpfer
- Lein, Konrad (1907–1964), deutscher Politiker (KPD), MdBLV Rheinland-Pfalz
- Lein, Mahide (* 1949), deutsche LGBT-Aktivistin
- Lein, Michael (* 1965), deutscher Radiomoderator, Fernsehmoderator und Journalist
- Lein, Nastassja (* 2001), deutsche Fußballspielerin
- Lein, Paul (1899–1939), deutscher nationalsozialistischer Funktionär
- Lein, Uwe (* 1955), deutscher Fußballspieler
- Lein-Edelstein, Irina (1943–2018), russisch-deutsche Pianistin und Professorin

### Leina
- Leinamo, Sonja (* 2002), finnische Biathletin
- Leinan Lund, Mari (* 1999), norwegische Nordische Kombiniererin
- Leinan Lund, Marte (* 2001), norwegische Nordische Kombiniererin
- Leinan, Randi (* 1968), norwegische Fußballspielerin
- Leinart, Matt (* 1983), US-amerikanischer American-Football-SpielerMatt Leinart (* 1983)

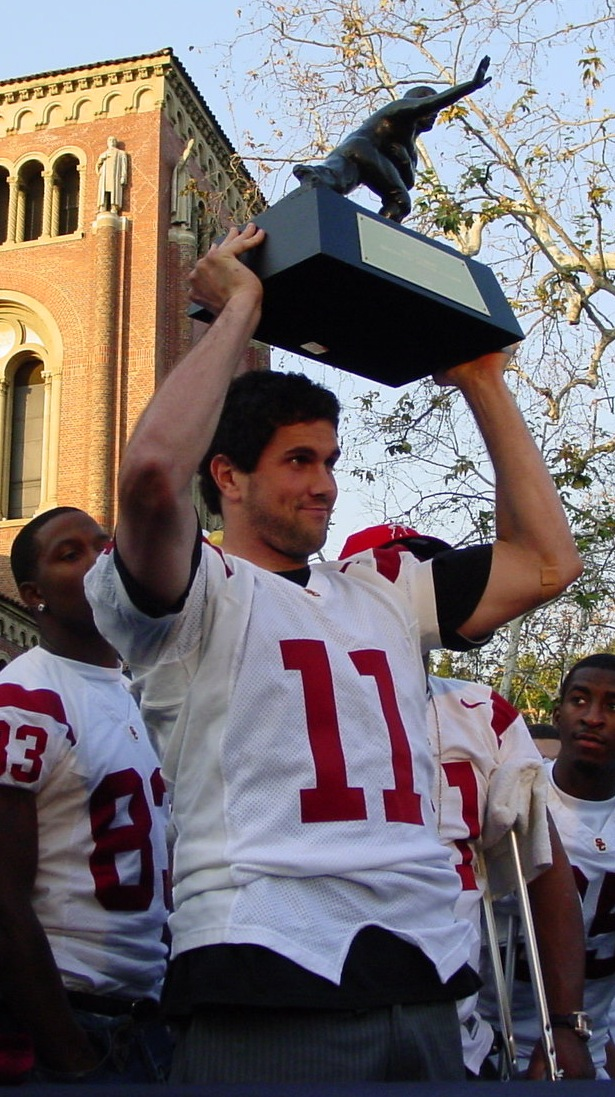
Matt Leinart (* 1983)

- Leinatamm, Tarmo (1957–2014), estnischer Dirigent und Politiker, Mitglied des Riigikogu
- Leinauer, Josef (1831–1891), deutscher Opernsänger (Bass)

### Leinb
- Leinbach, Karl (1919–2005), deutscher Politiker (SPD), MdL
- Leinberg, Juhan (1812–1885), estnischer Sektenführer
- Leinberger, Christian (1706–1770), deutscher Maler, Radierer, Stuckateur, Ingenieur und Geometer
- Leinberger, Hans, deutscher Bildhauer
- Leinberger, Ludwig (1903–1943), deutscher Fußballspieler

### Leind
- Leinders, Bas (* 1975), belgischer Rennfahrer
- Leinders-Zufall, Trese (* 1963), niederländische Physiologin

### Leine
- Leine, Kim (* 1961), dänisch-norwegischer Schriftsteller
- Leine, Kristine Bjørdal (* 1996), norwegische Fußballspielerin
- Leine, Linda, lettische Pianistin
- Leinecker, Franz (1825–1917), deutscher Landschafts- und Vedutenmaler sowie Lithograf
- Leinekugel Le Cocq, Gaston (1867–1965), französischer Ingenieur und Brückenbau-Unternehmer
- Leinemann, Anneliese (1923–2013), deutsche Politikerin (SPD), MdBB
- Leinemann, Bernd (* 1963), deutscher Automobilrennfahrer
- Leinemann, Conrad (* 1971), kanadischer Beachvolleyballspieler
- Leinemann, Jürgen (1937–2013), deutscher Journalist und Autor
- Leinemann, Philipp (* 1979), deutscher Filmregisseur und Drehbuchautor
- Leinemann, Ralf (* 1962), deutscher Rechtsanwalt
- Leinemann, Susanne (* 1968), deutsche Journalistin und Schriftstellerin
- Leinemann, Wolfgang (1936–2016), deutscher Jurist und Richter am Bundesarbeitsgericht
- Leinen, Felix (* 1957), deutscher Hochschullehrer, Diplom-Mathematiker und Politiker (ÖDP)
- Leinen, Frank (* 1959), deutscher Romanist
- Leinen, Jo (* 1948), deutscher Politiker (SPD), MdL, MdEPJo Leinen (* 1948)

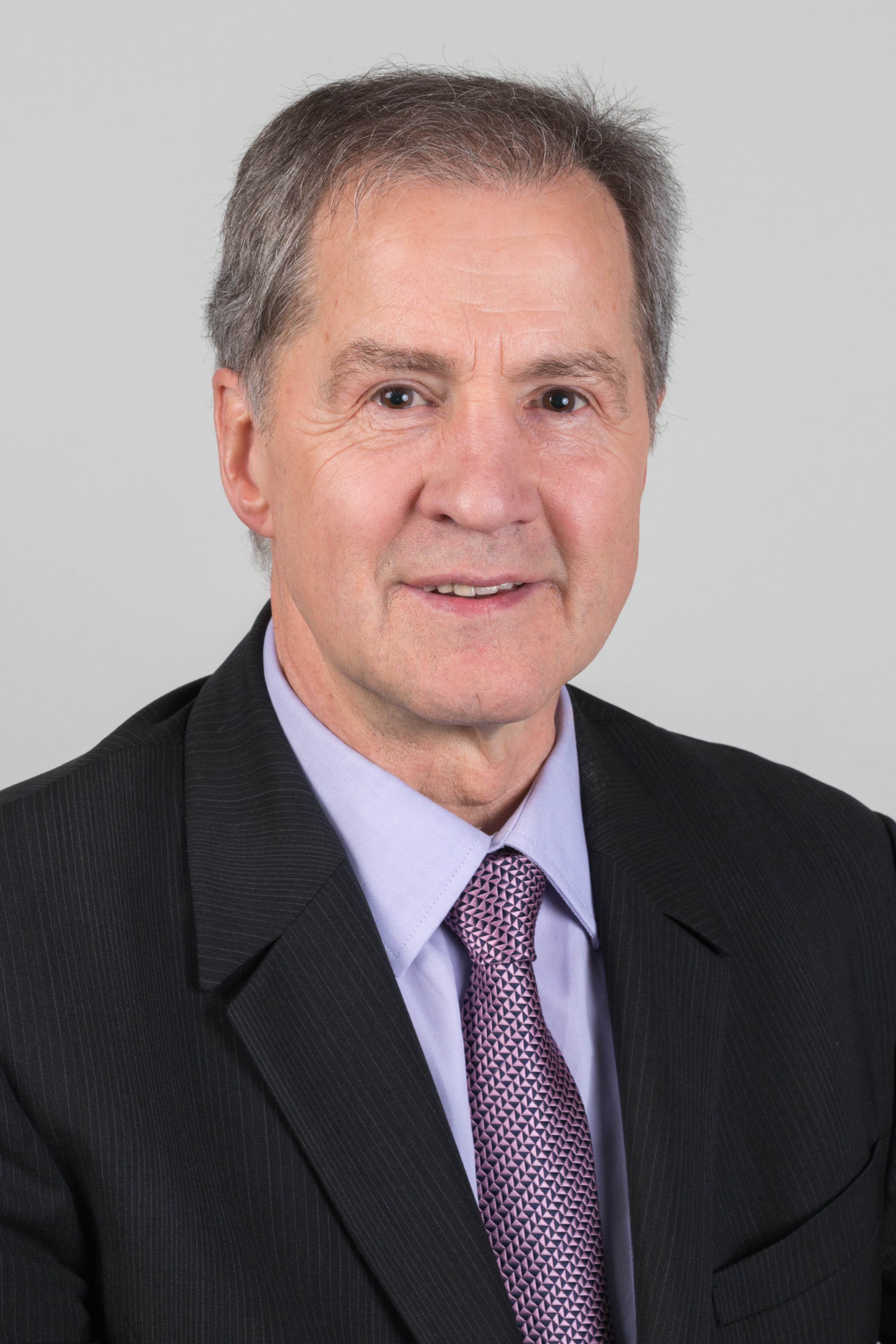
Jo Leinen (* 1948)

- Leinen, Marc (* 1979), deutscher Basketballspieler
- Leinenbach, Maya (* 2004), deutsche Foodbloggerin, Unternehmerin und Autorin
- Leinenweber, Louis (1850–1914), deutscher Lederfabrikant und Politiker (NLP), MdR
- Leiner, Annegret (* 1941), deutsche Bildende Künstlerin
- Leiner, Bruno (1890–1954), deutscher Apotheker, Museumsleiter und Kommunalpolitiker
- Leiner, Franz (1877–1951), deutscher Wasserbauingenieur, Hochschullehrer und Sachbuchautor
- Leiner, Günther (* 1939), österreichischer Mediziner und Politiker (ÖVP), Abgeordneter zum Nationalrat
- Leiner, Hanns (1930–2014), deutscher evangelisch-lutherischer Theologe und Autor
- Leiner, Jacqueline (1921–2008), französische Romanistin und Schriftstellerin
- Leiner, Johann Heinrich (1830–1868), lutherischer Theologe und Pastor in Großefehn, Gründer des Leinerstifts, Herausgeber des Ostfriesischen Sonntagsboten
- Leiner, Konradin (1965–1996), deutscher Autor
- Leiner, Ludwig (1830–1901), deutscher Apotheker und Botaniker
- Leiner, Martin (* 1960), deutscher evangelischer Systematischer Theologe und Ethiker
- Leiner, Mordechai Josef (1802–1854), polnischer Rabbiner, chassidischer Gelehrter und Gründer der Izhbitza-Radzyn dynasty des Chassidismus
- Leiner, Otto (1856–1931), deutscher Apotheker, Museumsleiter und Archivar
- Leiner, Roger (1955–2016), luxemburgischer Komikzeichner, Illustrator und Karikaturist
- Leiner, Rudolf (1913–2008), österreichischer Unternehmer
- Leiner, Ulrich (1921–1994), deutscher Apotheker, Kommunalpolitiker und Redakteur
- Leiner, Ulrich (* 1953), deutscher Biobauer und Politiker (Bündnis 90/Die Grünen), MdL
- Leiner, Wolfgang (1925–2005), deutscher Romanist
- Leinert, A. Rudolf (1898–1969), deutscher Schriftsteller
- Leinert, Friedemann, deutscher Hörfunkmoderator, Fusionmusiker und Musikproduzent
- Leinert, Friedrich (1908–1975), deutscher Komponist und Musikwissenschaftler
- Leinert, Michael (* 1942), deutscher Regisseur, Dramaturg, Dozent und Autor
- Leinert, Richard (1903–1962), deutscher Politiker (SPD), MdL
- Leinert, Robert (1873–1940), deutscher Politiker (SPD), MdL
- Leineweber, Adolph (1874–1927), Mitglied des Provinziallandtages der Provinz Hessen-Nassau
- Leineweber, Gino (* 1944), deutscher Schriftsteller
- Leineweber, Götz (* 1969), deutscher Dramaturg und Theaterschaffender
- Leineweber, Karl (1911–1997), deutscher Lyriker und Schriftsteller
- Leineweber, Marcel (1912–1969), luxemburgischer Kunstturner
- Leineweber, Norvin (* 1966), deutscher Bildhauer und Grafiker
- Leineweber, Rosemarie (* 1951), deutsche Prähistorikerin

### Leinf
- Leinfelder, Franz (* 1941), deutscher Maler und Bildhauer
- Leinfelder, Georg (1836–1916), deutscher Papierfabrikant
- Leinfelder, Reinhold (* 1957), deutscher Paläontologe und Geobiologe
- Leinfellner, Elisabeth (1938–2010), österreichische Sprachwissenschaftlerin und Hochschullehrerin
- Leinfellner, Heinz (1911–1974), österreichischer Bildhauer
- Leinfellner, Markus (* 1980), österreichischer Politiker (FPÖ), Mitglied des Bundesrates
- Leinfellner, Werner (1921–2010), österreichischer Sozialwissenschaftler, Wissenschaftstheoretiker und Hochschullehrer

### Leing
- Leingang, Heidemarie (1960–2022), österreichische Schriftstellerin
- Leingkone, Bruno (* 1968), vanuatuischer Politiker und Außenminister

### Leinh
- Leinhas, Emil (1878–1967), deutscher Kaufmann und Anthroposoph
- Leinhäupl, Andreas (* 1966), deutscher katholischer Theologe
- Leinhos, Jan-Erik (* 1997), deutscher Fußballspieler
- Leinhos, Ludwig (* 1956), deutscher Generalleutnant
- Leinhos, Luten (* 1964), deutscher Journalist
- Leinhos, Mark (* 1991), deutscher Handballspieler

### Leini
- Leiningen, Andreas zu (* 1955), deutscher Unternehmer und Oberhaupt des Hauses Leiningen
- Leiningen, Berthold von († 1285), Bischof von Bamberg
- Leiningen, Emich Carl zu (1763–1814), zweiter Fürst zu Leiningen
- Leiningen, Emich zu (1866–1939), Fürst zu Leiningen, preußischer Offizier
- Leiningen, Ernst zu (1830–1904), Fürst zu Leiningen, britischer Admiral
- Leiningen, Feodora zu (1807–1872), Fürstin zu Hohenlohe-Langenburg, Halbschwester der britischen Königin VictoriaFeodora zu Leiningen (1807–1872)

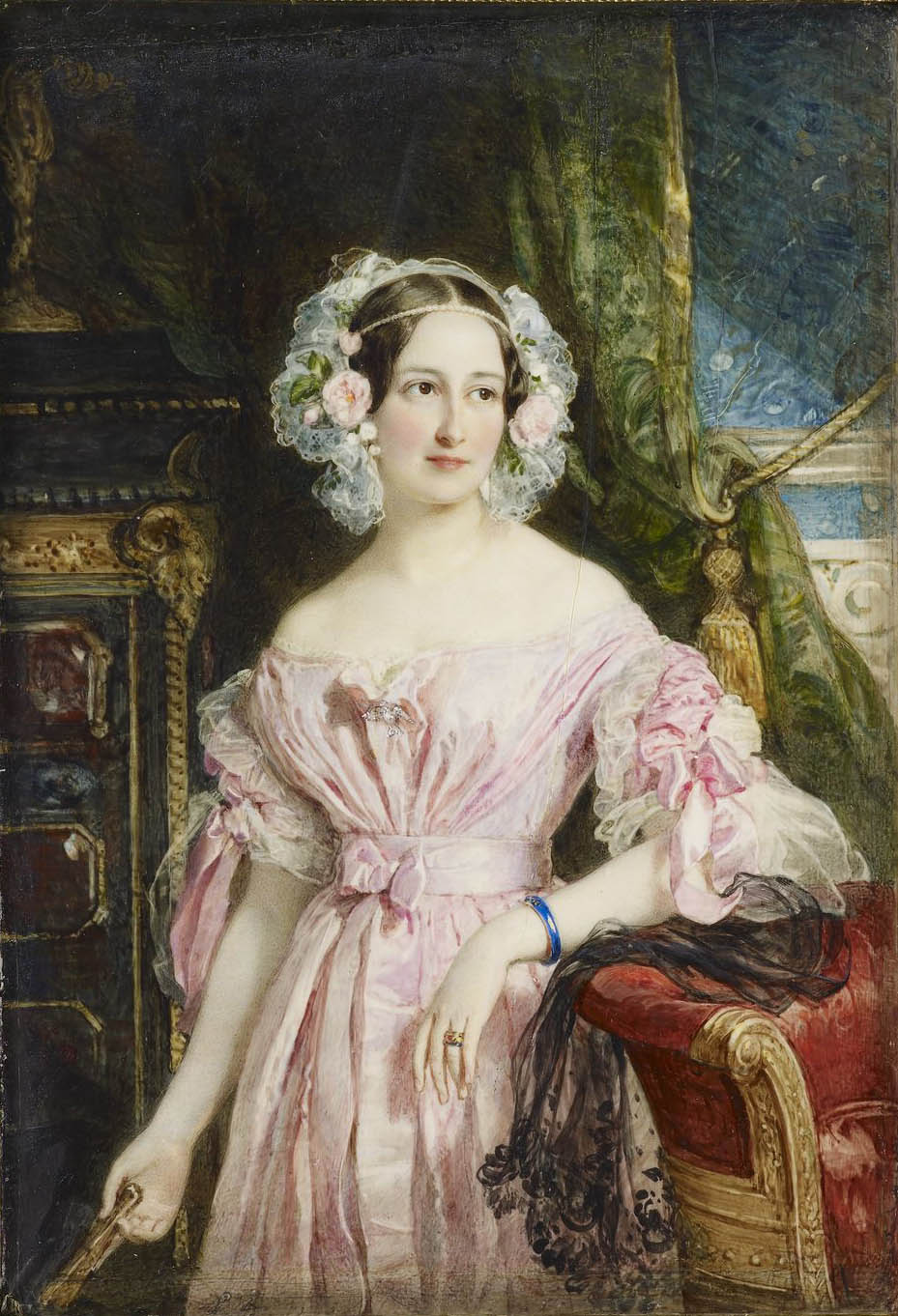
Feodora zu Leiningen (1807–1872)

- Leiningen, Gabriele Prinzessin zu (* 1963), deutsche Ex-Gemahlin von Prinz Aga KhanGabriele Prinzessin zu Leiningen (* 1963)

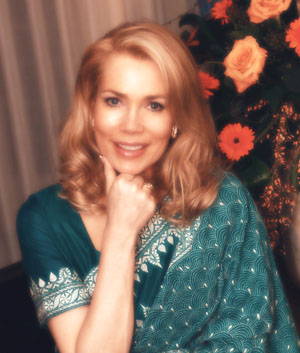
Gabriele Prinzessin zu Leiningen (* 1963)

- Leiningen, Gottfried von, Erzbischof und Dompropst von Mainz
- Leiningen, Heinrich von († 1272), Bischof von Speyer, kaiserlicher Kanzler, kurzzeitig faktischer Bischof von Würzburg
- Leiningen, Hermann zu (1901–1971), deutscher Automobilrennfahrer
- Leiningen, Johanna von, Äbtissin von Lichtenthal
- Leiningen, Karl zu (1804–1856), Fürst zu Leiningen, erster Ministerpräsident der Frankfurter Nationalversammlung
- Leiningen, Karl zu (1898–1946), deutscher Offizier und Prinz zu Leiningen
- Leiningen-Billigheim, Emich Karl zu (1839–1925), badischer Standesherr
- Leiningen-Billigheim, Karl Polykarp zu (1860–1899), badischer Standesherr
- Leiningen-Billigheim, Karl Theodor zu (1794–1869), badischer Standesherr
- Leiningen-Billigheim, Karl Wenzel zu (1823–1900), badischer Standesherr
- Leiningen-Dagsburg-Emichsburg, Karl Ludwig von (1704–1747), Graf zu Leiningen-Emichsburg, kurpfälzischer General
- Leiningen-Dagsburg-Falkenburg, Maria Luise Albertine zu (1729–1818), Großmutter der preußischen Königin Luise
- Leiningen-Dagsburg-Hardenburg, Maria Polyxena von (1663–1725), durch Heirat Fürstin von Nassau-Weilburg
- Leiningen-Guntersblum, Wilhelm Carl zu (1737–1809), Reichsgraf, badischer Standesherr
- Leiningen-Heidesheim, Wenzel Joseph zu (1738–1825), Reichsgraf, badischer Standesherr
- Leiningen-Westerburg, Christian zu (1812–1856), österreichischer Feldmarschallleutnant
- Leiningen-Westerburg, Eva von (1481–1543), Gräfin von Leiningen, Person der Regionalgeschichte und -literatur
- Leiningen-Westerburg, Josephine zu (1835–1917), deutsche Schriftstellerin
- Leiningen-Westerburg, Reinhard von (1479–1540), Graf von Leiningen, Kanoniker, Domdekan in Köln
- Leiningen-Westerburg-Altleiningen, Friedrich I. zu (1761–1839), deutscher Graf aus dem Adelsgeschlecht Leiningen, Standesherr und Abgeordneter
- Leiningen-Westerburg-Altleiningen, Friedrich II. zu (1806–1868), deutscher Graf aus dem Adelsgeschlecht Leiningen, Standesherr und Abgeordneter
- Leiningen-Westerburg-Altleiningen, Friedrich III. zu (1852–1916), deutscher Graf aus dem Adelsgeschlecht Leiningen, Standesherr und Abgeordneter
- Leiningen-Westerburg-Altleiningen, Karl zu (1819–1849), ungarischer General im Revolutionskrieg 1848/49
- Leiningen-Westerburg-Altleiningen, Reinhard August zu (1863–1929), deutsch-österreichischer Graf, preußischer Offizier
- Leiningen-Westerburg-Altleiningen, Viktor zu (1821–1880), österreich-ungarischer Feldmarschallleutnant

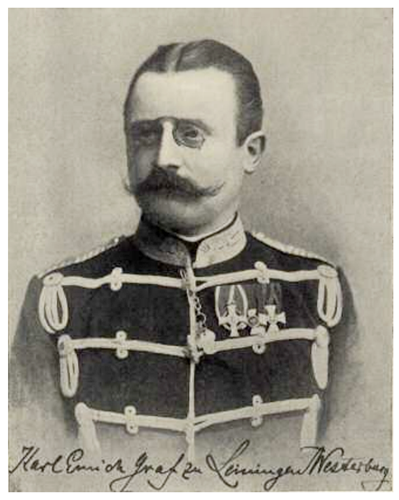
Karl Emich zu Leiningen-Westerburg-Neuleiningen (1856–1906)

- Leiningen-Westerburg-Neuleiningen, August Georg zu (1770–1849), österreichisch-ungarischer Feldmarschallleutnant, Maria-Theresien-Ritter
- Leiningen-Westerburg-Neuleiningen, Christian Ludwig zu (1771–1819), österreichisch-ungarischer Offizier, Maria-Theresien-Ritter
- Leiningen-Westerburg-Neuleiningen, Georg Carl I. August Ludwig von (1717–1787), regierender Graf von Leiningen-Westerburg, holländischer Generalleutnant
- Leiningen-Westerburg-Neuleiningen, Heinrich Ernst Ludwig von (1752–1799), Graf von Leiningen-Westerburg, kurpfalz-bayerischer Oberst und Regimentskommandeur, Hobbyschauspieler
- Leiningen-Westerburg-Neuleiningen, Karl Emich zu (1856–1906), deutscher Adliger, Kavallerieoffizier, Historiker und HeraldikerKarl Emich zu Leiningen-Westerburg-Neuleiningen (1856–1906)
- Leiningen-Westerburg-Neuleiningen, Margarete von (1694–1761), Gräfin von Leiningen, Person der Regionalgeschichte
- Leiningen-Westerburg-Neuleiningen, Seraphine Franziska zu (1810–1874), Gräfin zu Leiningen, Standesherrin, Mitglied der Mitglied der Ersten Kammer der Landstände des Herzogtums Nassau, Stiftsdame
- Leiningen-Westerburg-Neuleiningen, Wilhelm zu (1875–1956), deutscher bzw. österreichischer Adliger, Chemiker, Forstwissenschaftler und Hochschullehrer
- Leininger, Claus (1931–2005), deutscher Theaterregisseur und Intendant
- Leininger, Kurt (* 1948), österreichischer Fotograf und Buchautor
- Leininger, Madeleine (1925–2012), US-amerikanische Biologin, Professorin für Krankenpflege und Pflegewissenschaftlerin
- Leininger, Marco (* 1994), österreichischer Fußballspieler
- Leininger, Thomas (* 1981), deutscher Cembalist, Organist und Komponist
- Leininger, Willi (1907–1971), deutscher Komponist, Redakteur und Musikkritiker/-schriftsteller
- Leininger, Wolfgang (* 1954), deutscher Ökonom, Professor für Volkswirtschaftslehre

### Leink
- Leinkauf, Herbert (1903–1960), deutscher Politiker (GB/BHE, CDU)
- Leinkauf, Mischa (* 1977), deutscher Künstler
- Leinkauf, Thomas (* 1954), deutscher Philosoph

### Leino
- Leino, Eino (1878–1926), finnischer SchriftstellerEino Leino (1878–1926)

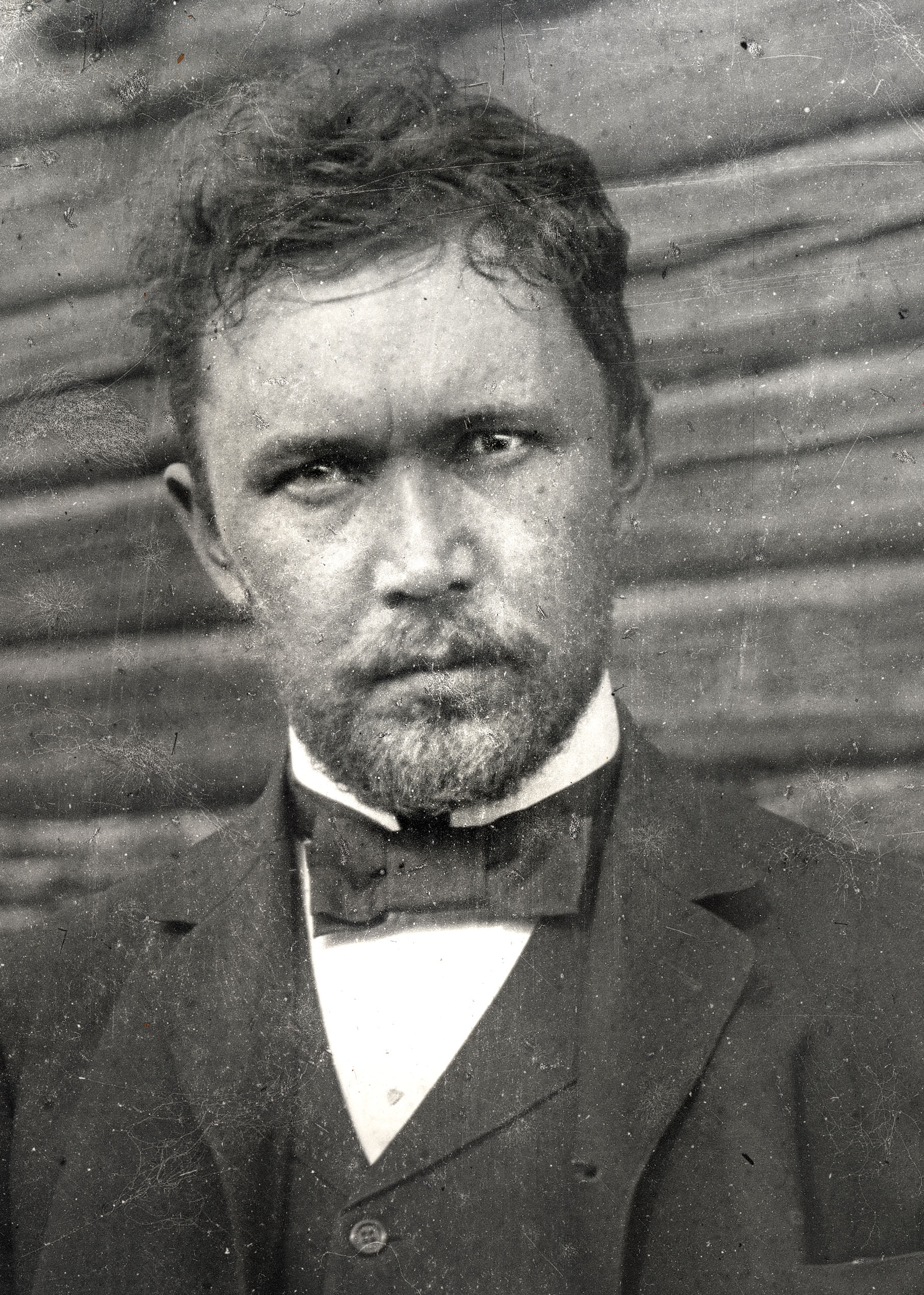
Eino Leino (1878–1926)

- Leino, Eino Aukusti (1891–1986), finnischer Ringer
- Leino, Jukka (* 1978), finnischer Skirennläufer
- Leino, Leo (1900–1988), finnischer Zehnkämpfer
- Leino, Linnea (* 1994), finnische Schauspielerin
- Leino, Marko (* 1967), finnischer Schriftsteller und Drehbuchautor
- Leino, Ville (* 1983), finnischer Eishockeyspieler
- Leino, Yrjö (1897–1961), finnischer Politiker, Mitglied des Reichstags
- Leinonen, Kalle (* 1989), finnischer Freestyle-Skisportler
- Leinonen, Mikke (* 1992), finnischer Nordischer Kombinierer
- Leinonen, Mikko (* 1955), finnischer Eishockeyspieler
- Leinonen, Sami (* 1963), finnischer Nordischer Kombinierer
- Leinonen, Sanni (* 1989), finnische Skirennläuferin
- Leinonen, Tero (* 1975), finnischer Eishockeytorwart
- Leinonen, Tommi (* 1987), finnischer Eishockeyspieler

### Leins
- Leins, Anton (1866–1925), deutscher Bildhauer
- Leins, Christian (* 1965), deutscher Musikproduzent und Musikmanager
- Leins, Christian Friedrich von (1814–1892), deutscher ArchitektChristian Friedrich von Leins (1814–1892)

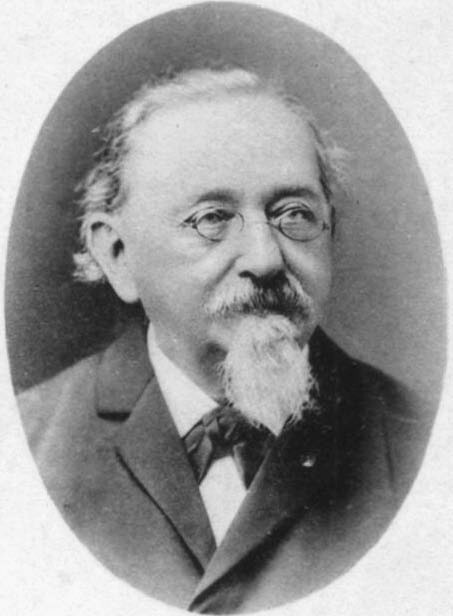
Christian Friedrich von Leins (1814–1892)

- Leins, Christine (* 1969), deutsche Künstlerin
- Leins, Hermann (1899–1977), deutscher Buchhändler und Verleger
- Leins, Werner (1912–1994), deutscher Bauingenieur, Baubeamter und Hochschullehrer
- Leinsdorf, Erich (1912–1993), österreichisch-amerikanischer Dirigent
- Leinsle, Alexander (* 1976), deutscher Eishockeyspieler
- Leinsle, Ulrich Gottfried (* 1948), deutscher Prämonstratenser und Theologe
- Leinss, Gerhard (* 1956), deutscher Japanologe
- Leinster, Murray (1896–1975), US-amerikanischer Science-Fiction-Autor
- Leinster, Tom (* 1971), britischer Mathematiker

### Leinu
- Leinung, Friedrich (1934–2015), deutscher römisch-katholischer Priester

### Leinv
- Leinveber, Felix (1862–1934), deutscher Verwaltungsjurist, Oberbürgermeister von Bernburg

### Leinw
- Leinweber, Bruno (1902–1989), deutscher Eishockeyspieler, -trainer, -schiedsrichter und -funktionär
- Leinweber, Fred (* 1915), US-amerikanischer Handballspieler
- Leinweber, Heinrich (1836–1908), deutscher Maler
- Leinweber, Josef (1940–1992), deutscher römisch-katholischer Theologe
- Leinweber, Julia (* 1981), deutsche Schauspielerin, Sängerin, Tänzerin
- Leinweber, Robert (1845–1921), deutscher Maler tschechischer Abstammung
- Leinweber, Ulrich (* 1953), deutscher Dokumentarfilmer und Filmproduzent
- Leinweber, Walter (1907–1997), deutscher Eishockeytorwart